# أورلاندو هوف
أورلاندو هوف (بالإنجليزية: Orlando Huff)‏ هو لاعب كرة قدم أمريكية أمريكي، ولد في 14 أغسطس 1978 في موبيل في الولايات المتحدة.

## وصلات خارجية
- أورلاندو هوف على موقع مرجع كرة القدم المحترفة.كوم (الإنجليزية)